# Marcelo Danza
Marcelo Danza (Montevideo, 1967), arquitecto y profesor universitario uruguayo.
Marcelo Danza (Montevideo, 1967), arquitecto y profesor universitario uruguayo. Nacido en 1967. Arquitecto desde 1996. Decano de la Facultad de Arquitectura Diseño y Urbanismo de la Universidad de la República, Montevideo, Uruguay desde 2017. Profesor Titular (grado 5) de Proyectos Arquitectónicos y Urbanos en la misma Universidad desde 2005. (www.tallerdanza.com).
Obtuvo la Suficiencia Investigadora en la Escuela Técnica Superior de Arquitectura de Madrid (ETSAM) en 2005 y actualmente cursa el doctorado en Arquitectura en la FADU UDELAR
Ha sido profesor invitado en posgrado y en grado en universidades de América y Europa así como conferencista en eventos académicos en Estados Unidos, España, Italia, Argentina, Brasil, Costa Rica, Chile y Paraguay.
Fue titular de la firma Sprechmann-Danza arquitectos desde 1998 a 2020 (www.sperchmann-danza.com) y socio fundador de la firma Danza-Cotignola-Staricco arquitectos (www.dcsarquitectos.com) desde 2020 a la fecha con la que desarrolla una intensa labor en proyecto y dirección de obra de edificios de diversos programas y escalas entre los que se destacan los hospitalarios. En sociedad con el estudio Gómez Platero Arquitectura y Urbanismo desarrollan proyectos hospitalarios en diversas ciudades de Latinoamérica.
Ha obtenido diversas premiaciones por sus proyectos y obras construidas y se desempeña habitualmente como jurado y como arquitecto asesor en concursos de arquitectura y urbanismo.
Es autor del Libro Montevideo 00 junto con Mauricio García Dalmás (Editorial Dos Puntos, Montevideo 1998) y ha publicado numerosos artículos, capítulos en libros y ensayos en revistas especializadas de Uruguay y otros países de América y Europa, además de desempeñarse en los consejos editores de las revistas especializadas en arquitectura Trazo (1989-1991), Elarqa (1995-2000), dEspacio (2004-2005) y de la Revista Académica de la Facultad de Arquitectura de la Universidad de la República (2010 -2016) de Uruguay.
Desde 2006 edita y dirige junto al Taller Danza el periódico “Mapeo” de cultura arquitectónica y urbana.
En 2008 y 2016 fue seleccionado por concurso como Curador del pabellón de Uruguay en las XI y XV Bienales de Arquitectura de Venecia respectivamente.
En 2012 fue Curador General de la Muestra de Arquitectura Contemporánea Uruguaya en el Museo de Arquitectura (MARQ) de la Sociedad Central de Arquitectos de Buenos Aires (SCA). También en 2012 representó a Uruguay en la instalación “Common Pavilions” a cargo de Diener & Diener Arquitectos en la XIII Bienal Internacional de Arquitectura de Venecia (www.commonpavilions.com)
Formó parte del Claustro de la Facultad de Arquitectura de la Universidad de la República en varias oportunidades primero por el Orden Estudiantil y luego por el Orden Docente y de su Consejo por el Orden Docente en el período 2010-2014.

## Algunas obras
- Hospital Británico, Ampliación Calle Morales.[1]
- Hospital Británico, Policlínico Carrasco.[2]